# Gottfried von Hamburg
Gottfried von Hamburg († 2. November 1110) war Graf von Hamburg.
Gottfried war der Sohn Graf Heinrichs von Hamburg und Margaretas von Loewen. Er residierte als Graf auf der herzoglichen Burg in Hamburg zur Zeit des letzten Herzogs aus dem Geschlecht der Billunger, mit dem er vermutlich verwandt war. Gottfried hatte einen Bruder, Heinrich II. Gottfried dürfte Macht allenfalls in Stormarn, aber noch nicht im Holstengau, dem mittleren Holstein, ausgeübt haben, wo ein selbstbewusster „Volksadel“ auch den herrschaftlichen Ambitionen seiner schauenburgischen Nachfolger noch jahrzehntelang zähen Widerstand leistete.
Die Umstände seines Todes zeigen die geringe Machtbasis des Grafen Gottfried deutlich auf. Gottfried fand 1110 bei der Verfolgung eines gefolgschaftsähnlichen Verbandes von Abodriten, der vor den Toren Hamburgs Frauen und Kinder geraubt hatte, den Tod. Die Abodriten legten Gottfried und seinem aus Hamburg stammenden Aufgebot einen Hinterhalt, in dem der Graf mit ca. zwanzig seiner Leute getötet wurde. Sein Kopf wurde vom Leichnam getrennt und erst gegen Zahlung eines hohen Lösegeldes herausgegeben.
Graf Gottfried von Hamburg dürfte ohne Erben verstorben sein. Mit Gottfrieds Nachfolge betraute sein Lehnsherr, Herzog Lothar von Süpplingenburg (der spätere König und Kaiser Lothar III.), den Grafen Adolf I. von Holstein, dessen Familie die Geschichte von Holstein und Schleswig in den nächsten Jahrhunderten entscheidend prägen sollte.
Gottfried wurde vermutlich in der damaligen Hamburger Domkirche St. Maria und Vitus bestattet. Im Nekrolog der Kirche St. Michael in Lüneburg und des Klosters Möllenbeck finden sich Memorialeinträge zu seinem Gedenken.